# Condado de Chatham (Carolina do Norte)
O Condado de Chatham é um dos 100 condados do estado americano da Carolina do Norte. A sede do condado é Pittsboro, e sua maior cidade é Pittsboro. O condado possui uma área de 1 836 km² (dos quais 68 km² estão cobertos por água), uma população de 49 329 habitantes, e uma densidade populacional de 28 hab/km² (segundo o censo nacional de 2000). O condado foi fundado em 1771.